# Chelonus sinensis
Chelonus sinensis är en stekelart som beskrevs av He, Chen och Van Achterberg 1997. Chelonus sinensis ingår i släktet Chelonus och familjen bracksteklar. Inga underarter finns listade i Catalogue of Life.